# Date de durabilité minimale
Pour les articles homonymes, voir DDM.
 (décembre 2023).

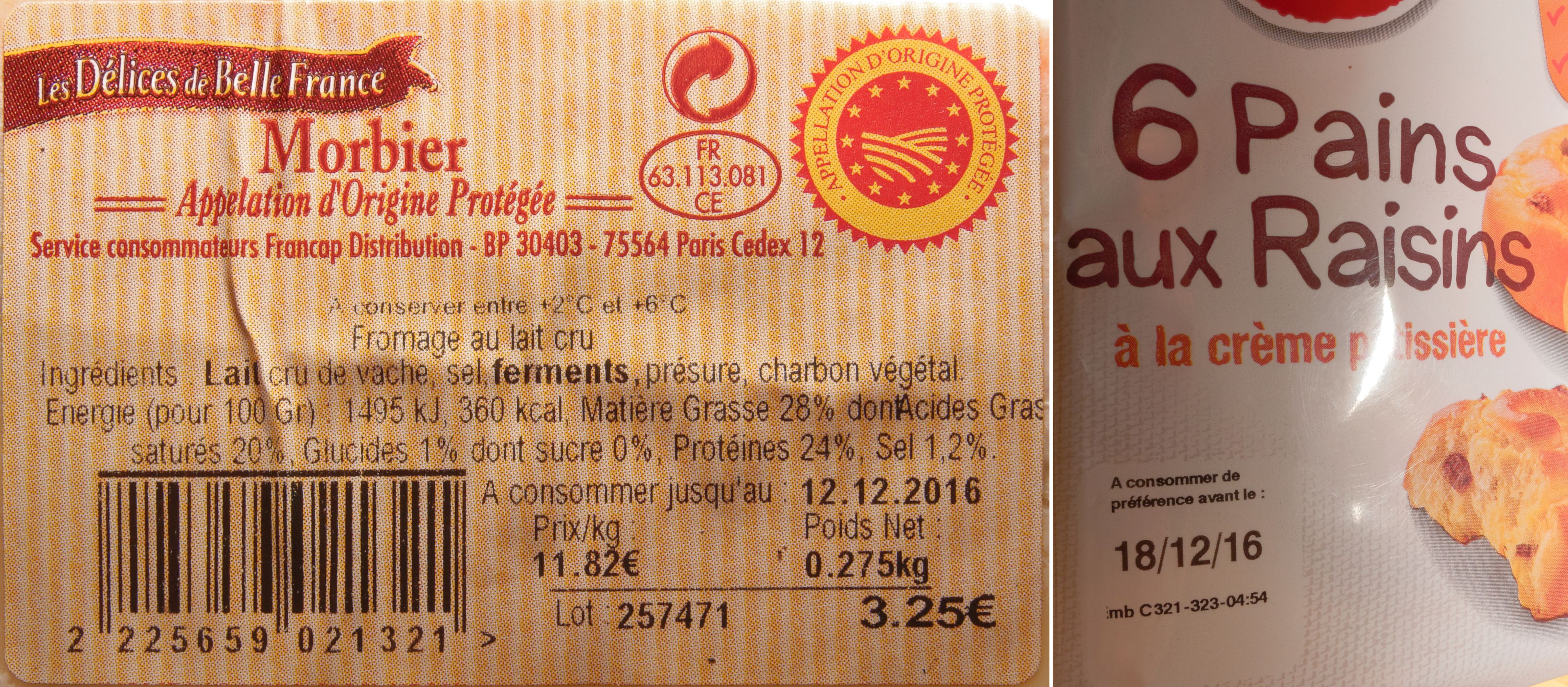
À gauche : fromage avec une date limite de consommation (DLC) mentionnée : « à consommer jusqu'au ». À droite : paquet de pain avec une date de durabilité minimale (DDM) mentionnée : « à consommer de préférence avant ».

La date de durabilité minimale ou DDM — qui a remplacé en 2015, avec les mêmes caractéristiques, la date limite d'utilisation optimale ou DLUO — est une date indicative indiquée sur l'emballage de certaines denrées au-delà de laquelle leurs qualités organoleptiques et nutritionnelles ne sont plus garanties : elles risquent d'avoir moins de goût, moins de vitamines, une consistance différente, sans pour autant constituer un danger pour la santé. Les denrées concernées sont les produits d'épicerie, le café, les conserves, les produits surgelés, les biscuits secs, les boissons, la levure boulangère, etc. Leur vente au-delà de la date de durabilité minimale n'est pas interdite.

## Indication

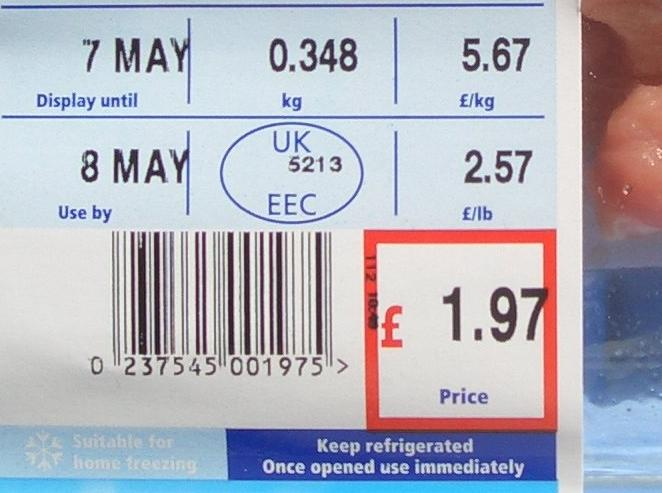
La DDM est écrit en haut à gauche de l'emballage indiquant, ici, le 7 mai.

La DDM, anciennement DLUO, est indiquée par la mention « à consommer de préférence avant le » suivie du jour et du mois, pour les produits d'une durabilité inférieure à 3 mois, ou par la mention « À consommer de préférence avant fin » suivie soit du mois et de l'année, pour les produits d'une durabilité comprise entre 3 et 18 mois, soit de l'année seule au-delà.
En France, le vin est exempté de DDM car son vieillissement fait partie de l'évolution de son goût. Cependant, d'autres produits dans ce cas sont soumis à DDM, en particulier le fromage, malgré son procédé d'affinage qui inclut une phase de salage favorisant sa conservation.
Pour la DDM (ancienne DLUO), le texte de référence en France est l'article R 112-9 alinéa 5 du Code de la consommation.
Il existe des réseaux de magasins spécialisés dans la vente de denrées dont la DDM est proche voire dépassée. Parfois, ce sont les associations humanitaires qui récupèrent gratuitement ces produits dans un partenariat avec la grande distribution.
Il ne faut pas confondre la DDM avec la date limite de consommation (DLC).

### Autres sources
- [vidéo] Grande distribution : Le grand gaspillage - Sénat en action (12/10/2015)